# Diana Churchill
Diana Spencer-Churchill (Londra, 11 luglio 1909 – Londra, 20 ottobre 1963) era la figlia maggiore dello statista britannico Sir Winston Churchill e Clementine Churchill, baronessa Spencer-Churchill.

## Biografia
Diana Churchill è la prima figlia della coppia formata da Winston Churchill e Clementine Hozier. Si sposarono il 12 settembre 1908 nella chiesa di Santa Margherita di Westminster a Londra, dove fu celebrato anche il primo matrimonio di Diana. Oltre a Diana, hanno altri quattro figli: Randolph, Sarah, Marigold e Mary Churchill.
Diana ha frequentato la Royal Academy of Dramatic Art di Londra per un po' e scoprì di non avere abbastanza talento per diventare un'attrice.
Il 12 dicembre 1932 sposò il figlio di un amico di suo padre, John Milner Bailey (1900-1946), che sarebbe diventato barone. Il matrimonio si rompe molto rapidamente e la coppia divorzia tre anni dopo. Il 16 settembre 1935, Diana Churchill si risposò con il deputato conservatore Duncan Sandys (1908-1987) e diede alla luce tre figli: Julian (1936-1997), Edwina (1938) e Celia (1943). Durante la seconda guerra mondiale, prestò servizio come ufficiale del servizio femminile della Royal Navy.
Nel 1960, Diana Churchill divorziò da Duncan Sandys e soffrì di molteplici esaurimenti nervosi. Nel 1962 iniziò a lavorare per i Samaritani, un'associazione per la prevenzione dal suicidio. Nello stesso anno, ad aprile, il suo nome tornò ufficialmente Churchill.
Morì nell'ottobre 1963 all'età di 54 anni, per overdose di barbiturici, probabilmente suicida. Suo padre ebbe perdita cognitiva e sua madre soffrì molto: nessuno dei due parteciperà al suo funerale. Fu sepolta nel cimitero parrocchiale della chiesa di St Martin a Bladon, nell'Oxfordshire, dove in seguito fu raggiunta dai suoi genitori.
Nel film L'ora più buia di Joe Wright uscito nel gennaio 2018, il suo ruolo è interpretato da Alexandra Clatworthy.

## Ascendenza
|                               |              |                                 | Genitori                                     |  |  | Nonni |  |  | Bisnonni                                        |  |  | Trisnonni                                        |  |
|                               |              |                                 |                                              |  |  |       |  |  | John Spencer-Churchill, VII duca di Marlborough |  |  | George Spencer-Churchill, VI duca di Marlborough |  |
|                               |              |                                 |                                              |  |  |       |  |  | John Spencer-Churchill, VII duca di Marlborough |  |  | George Spencer-Churchill, VI duca di Marlborough |  |
|                               |              | lady Jane Stewart               |                                              |  |  |       |  |  | John Spencer-Churchill, VII duca di Marlborough |  |  |                                                  |  |
| lord Randolph Henry Churchill |              |                                 |                                              |  |  |       |  |  | John Spencer-Churchill, VII duca di Marlborough |  |  |                                                  |  |
|                               |              | lady Frances Anne Vane-Stewart  | Charles Stewart, III marchese di Londonderry |  |  |       |  |  |                                                 |  |  |                                                  |  |
|                               |              | lady Frances Anne Vane-Stewart  | Charles Stewart, III marchese di Londonderry |  |  |       |  |  |                                                 |  |  |                                                  |  |
|                               |              | lady Frances Anne Vane-Stewart  | lady Frances Vane-Tempest                    |  |  |       |  |  |                                                 |  |  |                                                  |  |
| sir Winston Churchill         |              | lady Frances Anne Vane-Stewart  |                                              |  |  |       |  |  |                                                 |  |  |                                                  |  |
|                               |              | Leonard Jerome                  | Isaac Jerome                                 |  |  |       |  |  |                                                 |  |  |                                                  |  |
|                               |              | Leonard Jerome                  | Isaac Jerome                                 |  |  |       |  |  |                                                 |  |  |                                                  |  |
|                               |              | Leonard Jerome                  | Aurora Murray                                |  |  |       |  |  |                                                 |  |  |                                                  |  |
| Jeanette Jerome               |              | Leonard Jerome                  |                                              |  |  |       |  |  |                                                 |  |  |                                                  |  |
|                               |              | Clarissa Hall                   | Ambrose Hall                                 |  |  |       |  |  |                                                 |  |  |                                                  |  |
|                               |              | Clarissa Hall                   | Ambrose Hall                                 |  |  |       |  |  |                                                 |  |  |                                                  |  |
|                               |              | Clarissa Hall                   | Clarissa Wilcox                              |  |  |       |  |  |                                                 |  |  |                                                  |  |
| Diana Churchill               |              | Clarissa Hall                   |                                              |  |  |       |  |  |                                                 |  |  |                                                  |  |
|                               | James Hozier | William Hozier                  |                                              |  |  |       |  |  |                                                 |  |  |                                                  |  |
|                               | James Hozier | William Hozier                  |                                              |  |  |       |  |  |                                                 |  |  |                                                  |  |
|                               | James Hozier | Jean Campbell                   |                                              |  |  |       |  |  |                                                 |  |  |                                                  |  |
| sir Henry Montague Hozier     | James Hozier |                                 |                                              |  |  |       |  |  |                                                 |  |  |                                                  |  |
|                               |              | Catherine Margaret Feilden      | sir William Feilden, I baronetto             |  |  |       |  |  |                                                 |  |  |                                                  |  |
|                               |              | Catherine Margaret Feilden      | sir William Feilden, I baronetto             |  |  |       |  |  |                                                 |  |  |                                                  |  |
|                               |              | Catherine Margaret Feilden      | Mary Haughton Jackson                        |  |  |       |  |  |                                                 |  |  |                                                  |  |
| Clementine Hozier             |              | Catherine Margaret Feilden      |                                              |  |  |       |  |  |                                                 |  |  |                                                  |  |
|                               |              | David Ogilvy, X conte di Airlie | David Ogilvy, IX conte di Airlie             |  |  |       |  |  |                                                 |  |  |                                                  |  |
|                               |              | David Ogilvy, X conte di Airlie | David Ogilvy, IX conte di Airlie             |  |  |       |  |  |                                                 |  |  |                                                  |  |
|                               |              | David Ogilvy, X conte di Airlie | Clementina Drummond                          |  |  |       |  |  |                                                 |  |  |                                                  |  |
| lady Henrietta Blanche Ogilvy |              | David Ogilvy, X conte di Airlie |                                              |  |  |       |  |  |                                                 |  |  |                                                  |  |
|                               |              | hon. Henrietta Blanche Stanley  | Edward Stanley, II barone di Alderley        |  |  |       |  |  |                                                 |  |  |                                                  |  |
|                               |              | hon. Henrietta Blanche Stanley  | Edward Stanley, II barone di Alderley        |  |  |       |  |  |                                                 |  |  |                                                  |  |
|                               |              | hon. Henrietta Blanche Stanley  | hon. Henrietta Maria Dillon-Lee              |  |  |       |  |  |                                                 |  |  |                                                  |  |
|                               |              | hon. Henrietta Blanche Stanley  |                                              |  |  |       |  |  |                                                 |  |  |                                                  |  |